# Lauritz Bie Rasmussen
Lauritz Bie Rasmussen (fornavnet er også skrevet Laurits, født 25. august 1888 i Fredericia, død 5. oktober 1956 i Skanderborg) var en dansk lokomotivfører og socialdemokratisk politiker. Han var borgmester i Skanderborg fra 1925 til 1943 og medlem af Folketinget i knap 4 måneder i 1939.

## Forældre og de tidlige år
Lauritz Bie Rasmussen blev født i 1888 i jernbanebyen Fredericia som søn af typograf og senere redaktør Laurits (Laust) Rasmussen og Marie Rasmussen, født Honorè. Faderen blev en kendt socialdemokratisk politiker, hvis karriere kulminerede som forsvarsminister i Staunings regering fra 1924-1926 og 1929-1932. Han blev leder af den socialdemokratiske nedrustningspolitik, og i øvrigt den eneste danske forsvarsminister, der har haft som det erklærede mål at afskaffe forsvaret. En politik, der led skibbrud med nationalsocialisternes overtagelse af magten i Tyskland.
Bie Rasmussen gik ud af folkeskolen i 1902. Han var maskinlærling fra 1902 til 1907 og derefter maskinarbejder fra 1907 til 1909. Så blev han lokomotivfyrbøder og senere lokomotivfører hos Danske Statsbaner hvor han var ansat indtil 1947. Han flyttede til Skanderborg i 1919.

## Politisk karriere
Allerede i 1921 kom L. Bie Rasmussen i byrådet, hvor den radikale sagfører Aage Weng var borgmester. Byrådsvalget i 1925 var dramatisk, idet Venstre og konservative hver fik 2 mandater, socialdemokraterne 4, og de radikale 1 mandat. Det radikale medlem var dermed tungen på vægtskålen, men da han stemte på sig selv, måtte borgmestervalget afgøres ved lodtrækning. Her trak den nu 36 årige Bie Rasmussen det længste strå, og en borgmesterperiode på 18 år kunne begynde. Ved valgene i 1929 og 1933 fik socialdemokraterne igen 4 mandater, og dermed ikke flertal i byrådet. Bie Rasmussen havde imidlertid en ven i byrådet, den radikale handelsmand Ole Sørensen, som i kraft af et stort personligt stemmetal sikrede et radikalt byrådsmedlem. Ole Sørensen stemte på Bie Rasmussen som borgmester i 1929 og 1933.
Skanderborg var ikke som de store nabobyer, Århus, Horsens og Silkeborg, en by med store industrivirksomheder. Alligevel stod Socialdemokratiet stærkt, og ved det berømte Stauning eller kaos-valg til Folketinget i 1935 fik partiet 57 % af stemmerne i Skanderborg. Det blev fulgt op ved det næste kommunalvalg i 1937, hvor socialdemokraterne fik flertal i byrådet. Bie Rasmussen kunne nu regere uden støtte fra de radikale. Der skulle have været valg til byrådet i 1941, men på grund af besættelsen blev valget først afholdt i 1943. Ved dette valg genopstillede Bie Rasmussen ikke, og Socialdemokraterne mistede flertallet. Den radikale Ole Sørensen skiftede side, og stemte på direktør Olaf Nielsen fra de konservative, som blev Bie Rasmussens efterfølger som borgmester.

### Folketinget
Han var opstillet til Folketinget i Skanderborg Amtskreds fra 1924. Det lykkedes Bie Rasmussen at blive valgt ved folketingsvalget den 3. april 1939, men han udtrådte af Folketinget igen efter kun 4 måneder den 31. august 1939.

## L. Bie Rasmussens sidste tid
L. Bie Rasmussen var kun 55 år, da han i 1943 sluttede som borgmester. Det var et dårligt helbred, der tvang ham til at stoppe. I 1956 døde han 68 år gammel. Ved hans død havde den socialdemokratiske lokalavis Demokraten en nekrolog, som sandsynligvis er skrevet af den daværende socialdemokratiske borgmester Dupont. Bie Rasmussen beskrives som en god mand for socialdemokratiet i Skanderborg. ”Han viste, at en almindelig arbejder også har forstand på økonomi og på at disponere. Der stod respekt om ham fra alle sider, og man kunne have undt ham, at han i mange år kunne have arbejdet med sine ungdomsidealer. Men sådan skulle det ikke gå. De sidste 10-12 år er det gået ned af bakke med helbredet”.
Bie Rasmussen og hans kone havde hus på hjørnet af Møllegade og Vibevej. Da Bie Rasmussen døde, skulle de netop flytte ind i det dengang helt nye Møllegården.

## Eftermæle
Vejen Bie Rasmussens Vænge i Skanderborg er opkaldt efter ham.